# Colle (Funes)
 (juillet 2023).
Pour les articles homonymes, voir Colle (homonymie).
Colle est une frazione de la commune de Funes dans la province autonome de Bolzano de la région Trentin-Haut-Adige.